# Jason Reitman
Pour les articles homonymes, voir Reitman.
Jason Reitman est un réalisateur, producteur et scénariste canadien, né le 19 octobre 1977 à Montréal.

## Biographie

### Enfance et études
Il est le fils du réalisateur et producteur torontois Ivan Reitman et de la comédienne québécoise Geneviève Robert. Sa famille a quitté Montréal pour Los Angeles quelques mois après sa naissance. Jason entre dans le bain du cinéma très jeune en faisant quelques apparitions dans les films réalisés par son père comme Jumeaux, SOS Fantômes 2, Un flic à la maternelle et Président d'un jour.
Reitman est diplômé de la Harvard-Westlake School (en) en 1995 et est diplômé en anglais, création littéraire à l'Université de Californie du Sud.

### Réalisateur indépendant à succès (années 2000)

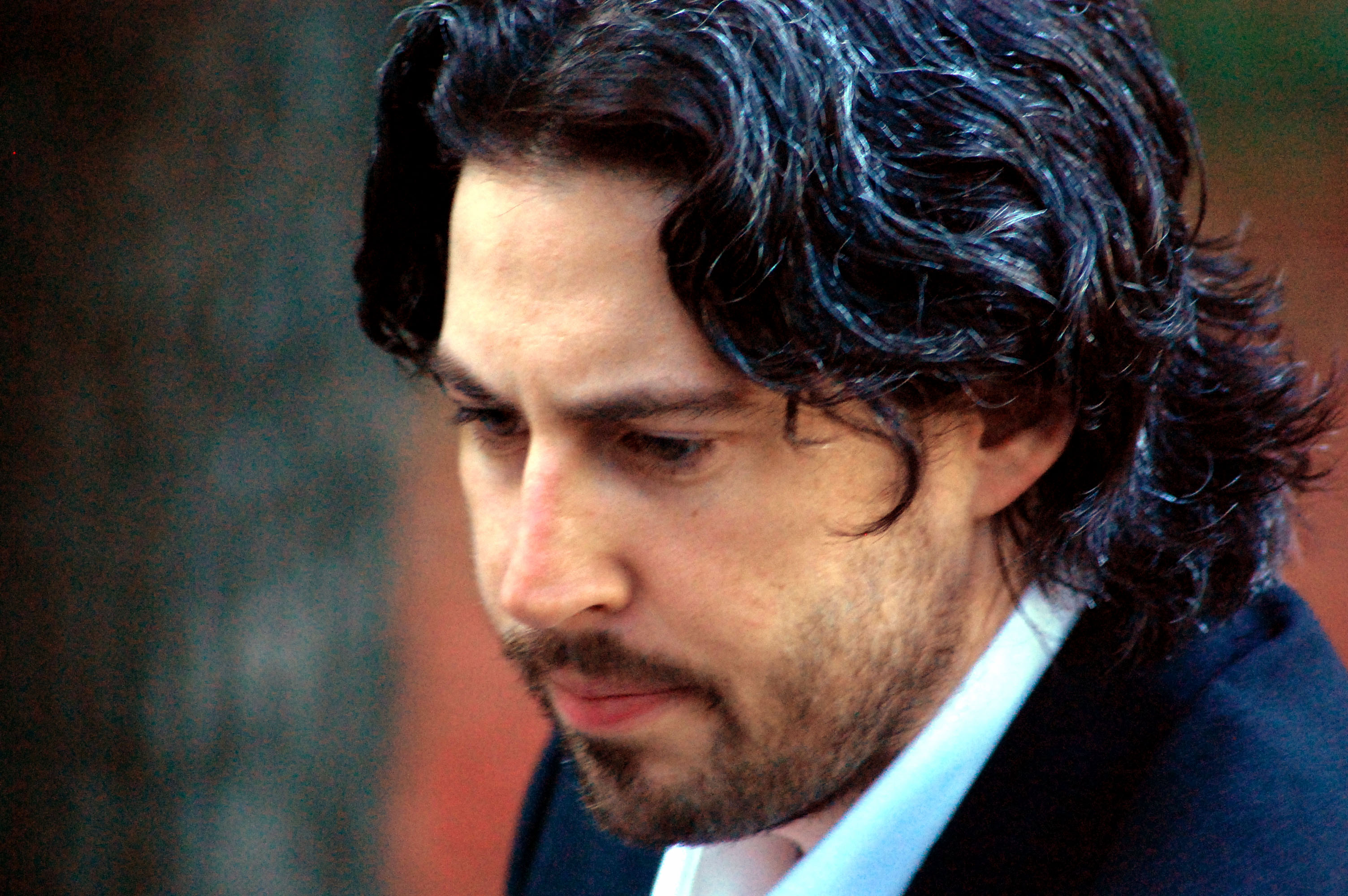
Le réalisateur à la première de In the Air, au Festival International du Film de Toronto 2009.

Après ses études, il réalise de 1998 à 2004 six courts métrages. En 2004, il est révélé au grand public par Thank You for Smoking, film sur le thème des lobbies – en particulier celui du tabac – avec Aaron Eckhart (nommé comme meilleur acteur aux Golden Globes). Le film est un succès commercial et critique.
Il réalise ensuite Juno, en 2007, Oscar du meilleur scénario aux 80e Oscars du Cinéma, qui révèle le jeune acteur canadien Elliot Page (nommé pour l'Oscar de la meilleure actrice, finalement gagné par Marion Cotillard). En plus de connaître un succès critique comme son prédécesseur, le film obtient un énorme succès commercial, engrangeant plus de 230 millions de dollars dans le monde. La même année, il réalise deux épisodes de la série The Office.
En 2009, il réalise son troisième long-métrage, In the Air, avec George Clooney dans le rôle d'un spécialiste du licenciement, qui devait être à l'origine son premier long-métrage. Le film obtient des critiques positives et une pluie de récompenses, notamment le Golden Globe du meilleur scénario et de nominations.

### Vers un registre dramatique (années 2010)

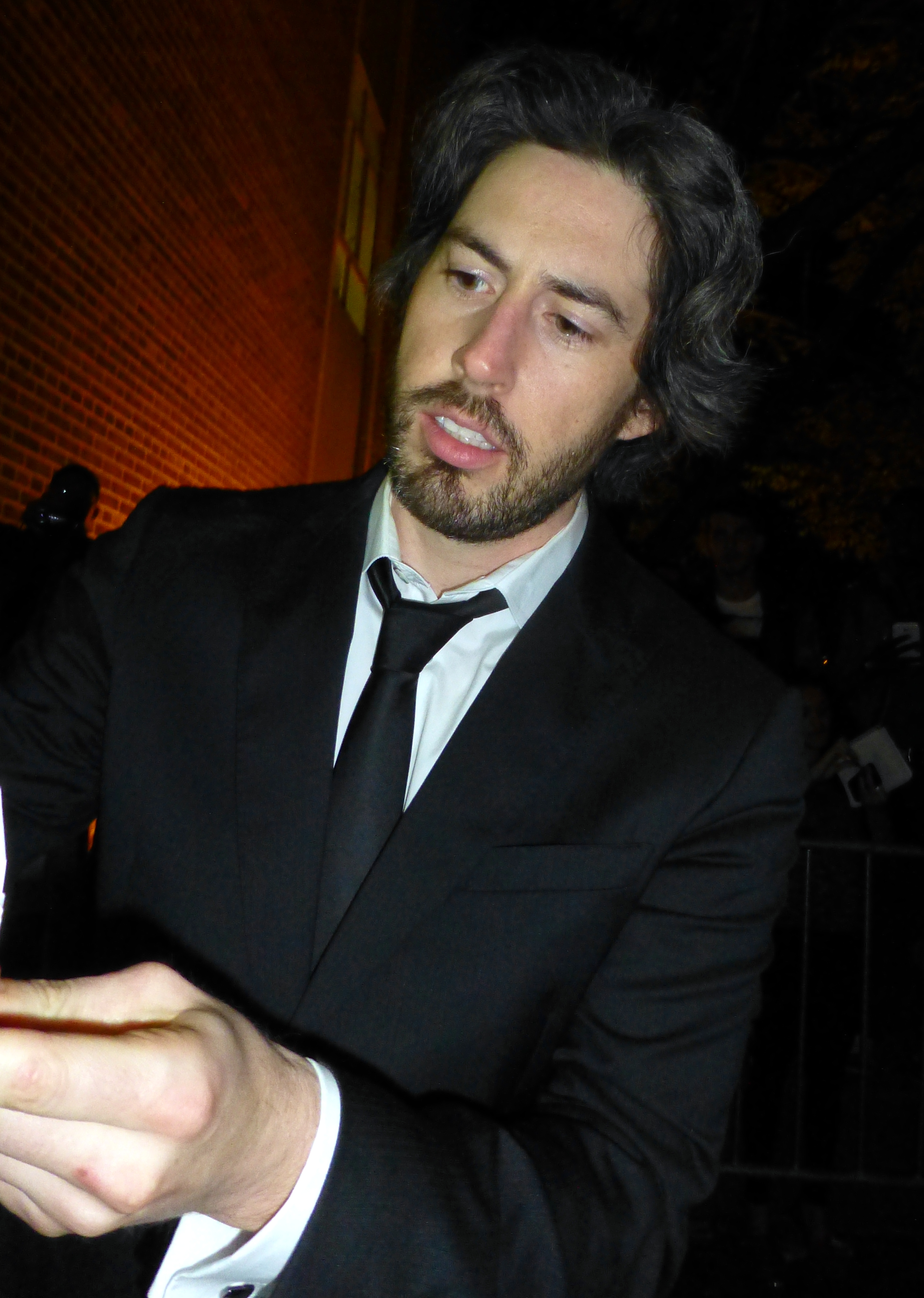
Le réalisateur à la première de Men, Women and Children, au TIFF 2014.

En 2011, il retrouve la scénariste Diablo Cody pour la comédie dramatique indépendante Young Adult, portée par la star Charlize Theron dans le rôle d'une quadragénaire divorcée retournant dans sa ville de province d'origine pour tenter de séduire son amour de jeunesse, père de famille. Les critiques sont positives et Theron décroche une nomination au Golden Globe de la meilleure actrice.
Le réalisateur passe à un projet véritablement dramatique pour son cinquième long-métrage, Last Days of Summer, une adaptation du roman Labor Day, dont il confie les rôles principaux à Kate Winslet et Josh Brolin. Cette fois, les critiques sont médiocres, et le film rembourse à peine son budget, lors de sa sortie en 2013. Le réalisateur poursuit pourtant l'année suivante dans cette veine avec le film choral Men, Women and Children, qui parle du rapport aux écrans et à la sexualité dans la classe moyenne supérieure américaine. Le couple central est incarné par Adam Sandler et Jennifer Garner. Le film est considéré comme un flop critique et commercial.
Il faut attendre quatre ans pour voir le réalisateur dévoiler deux projets successifs : tout d'abord la comédie dramatique Tully, qui reforme son trio avec Diablo Cody et Charlize Theron, cette fois dans le rôle d'une mère de famille de classe moyenne dépassée par ses trois enfants, qui finit par recruter une nounou. Ce retour aux sources permet au cinéaste de retrouver une excellente presse et à Theron de décrocher une nouvelle nomination aux Golden Globes.
En revanche, la sortie à la fin de l'année 2018 du drame politique The Front Runner, porté pourtant par Hugh Jackman, passe inaperçu.
Le réalisateur s'attelle à l'écriture et à la réalisation de son premier projet de studio, SOS Fantômes : L'Héritage, suite de SOS Fantômes (1984) et SOS Fantômes 2 (1989), deux classiques de la comédie fantastique mis en scène par son père, Ivan Reitman. Le blockbuster sort en 2021. Il participe ensuite à sa suite, SOS Fantômes : La Menace de glace (2024), uniquement comme scénariste.
Il débute ensuite le tournage de Saturday Night, une comédie racontant les débuts de l'émission culte de la TV américaine, Saturday Night Live. La date de sortie américaine est fixée au 11 octobre 2024, 49 ans après la diffusion de la première émission sur NBC.

### Vie personnelle
À partir de 2004, il est marié à Michele Lee, avec laquelle il a écrit le scénario du court-métrage Consent. Ils ont eu un enfant, né en 2006.
Ils se séparent en 2011.

## Filmographie

### Comme réalisateur

#### Cinéma
Courts-métrages
- 1998 : Operation
- 1999 : H@
- 2000 : In God We Trust
- 2001 : Gulp
- 2002 : Uncle Sam
- 2004 : Consent

Longs-métrages
- 2005 : Thank You for Smoking
- 2007 : Juno
- 2009 : In the Air (Up in the Air)
- 2011 : Young Adult
- 2013 : Last Days of Summer (Labor Day)
- 2014 : Men, Women and Children
- 2018 : Tully
- 2018 : The Front Runner
- 2021 : SOS Fantômes : L'Héritage (Ghostbusters: Afterlife)[4]
- 2024 : Saturday Night

#### Télévision
- 2007-08 : The Office (série télévisée) 
  - Épisodes Local Ad (2007) et Frame Toby (2008)
- 2008 :  Saturday Night Live (série télévisée)
  - Segment Films - épisode Ashton Kutcher / Gnarls Barkley

### Comme scénariste
- 1998 : Operation
- 1999 : H@
- 2000 : In God We Trust
- 2001 : Gulp'
- 2002 : Uncle Sam
- 2004 : Consent
- 2005 : Thank You for Smoking
- 2009 : In the Air (Up in the Air)
- 2013 : Last Days of Summer (Labor Day)
- 2014 : Men, Women and Children
- 2018 : The Front Runner
- 2021 : SOS Fantômes : L'Héritage (Ghostbusters: Afterlife)[4]
- 2024 : SOS Fantômes : La Menace de glace (Ghostbusters: Frozen Empire) de Gil Kenan
- 2024 : Saturday Night

### Comme producteur
- 1998 : Operation, de Jason Reitman
- 2000 : In God We Trust, de Jason Reitman
- 2009 : Jennifer's Body, de Karyn Kusama
- 2009 : In the Air (Up in the Air), de Jason Reitman
- 2009 : Chloe, d'Atom Egoyan
- 2010 : Ceremony, de Max Winkler
- 2018 : The Front Runner
- 2021 : SOS Fantômes : L'Héritage (Ghostbusters: Afterlife)[4]
- 2024 : SOS Fantômes : La Menace de glace (Ghostbusters: Frozen Empire) de Gil Kenan
- 2024 : Saturday Night

### Comme acteur
- 1988 : Jumeaux (Twins), d'Ivan Reitman : Granger Grandson
- 1989 : SOS Fantômes 2 (Ghostbusters II), d'Ivan Reitman : Brownstone Boy #2
- 1990 : Un flic à la maternelle (Kindergarten Cop), d'Ivan Reitman : Kissing Boy
- 1993 : Président d'un jour (Dave), d'Ivan Reitman : le fils du vice-président
- 1997 : Drôles de pères (Fathers' Day), d'Ivan Reitman : Wrong Kid in Alley
- 1998 : Operation, de Jason Reitman : Woodsy Freedom Fighter
- 2000 : In God We Trust, de Jason Reitman : W.F.F.
- 2001 : Gulp, de Jason Reitman : Woodsy Freedom Fighter

## Distinctions

### Récompenses
- Audience Award et Comedy - Best of Category au Aspen Shortsfest pour In God We Trust
- Short Film Award au Austin Film Festival pour In God We Trust
- Best Narrative Short au Florida Film Festival pour In God We Trust
- Meilleur court-métrage au Los Angeles Independent Film Festival pour In God We Trust[5]
- Meilleur court-métrage au New York Comedy Festival pour In God We Trust
- Meilleur court-métrage de comédie au Santa Monica Film Festival pour In God We Trust
- Meilleur court-métrage au Seattle International Film Festival pour In God We Trust
- Meilleur court-métrage au Aspen Shortsfest pour Consent
- Meilleur court-métrage au Seattle International Film Festival pour Consent
- Meilleur scénario adapté au Chicago Film Critics Association Awards pour Thank You for Smoking
- Meilleur réalisateur prometteur au Chicago Film Critics Association Awardspour Thank You for Smoking
- Meilleur scénario au Independent Spirit Awards pour Thank You for Smoking
- Meilleur scénario au Las Vegas Film Critics Society Awards pour Thank You for Smoking
- Meilleure première réalisation au National Board of Review pour Thank You for Smoking
- Audience Award au Norwegian International Film Festival pour Thank You for Smoking
- Meilleur scénario adapté au San Diego Film Critics Society Awards pour Thank You for Smoking
- Meilleur premier film au Toronto Film Critics Association Awards pour Thank You for Smoking
- Meilleur scénario adapté au Washington DC Area Film Critics Association Awards pour Thank You for Smoking
- Grand Prix du Festival international du film de comédie de l'Alpe d'Huez pour Juno
- Meilleur film au Christopher Awards[6] pour Juno
- Prix Special du jeune jury au Gijón International Film Festival pour Juno
- Meilleur bande originale de film, de télévision et autres médias aux Grammy Awards[7] pour Juno
- Chairman's Vanguard Award au Palm Springs International Film Festival pour Juno
- Meilleur film au Festival du film de Rome pour Juno
- Meilleur film au St. Louis Film Critics Festival pour Juno
- Audience Award au Stockholm Film Festival pour Juno
- Meilleur scénario[8] au Golden Globe Awards  pour In the Air
- Meilleur scénario adapté[9] au Critics Choice Awards  pour In the Air

### Nominations et sélections
- Georges Méliès Cinematography Award au Taos Talking Picture Festival pour In God We Trust
- Meilleur réalisateur au Online Film Critics Society Awards pour Thank You for Smoking
- Meilleur scénario adapté au Online Film Critics Society Awards pour Thank You for Smoking
- Meilleur scénario adapté au Satellite Awards pour Thank You for Smoking
- Meilleur scénario adapté au Writers Guild of America pour Thank You for Smoking
- Meilleur réalisateur aux Oscars pour Juno
- Meilleur film étranger aux Amanda Awards pour Juno
- Meilleur film étranger au Argentinean Film Critics Association Awards pour Juno
- Meilleur film américain au Bodil Awards pour Juno
- Meilleur réalisateur au Chicago Film Critics Association Awards pour Juno
- Meilleur film au Gijón International Film Festival pour Juno
- Meilleur réalisateur au Independant Spirit Awards pour Juno
- Meilleur film américain au Robert Festival pour Juno
- Meilleur réalisateur et Meilleur scénario adapté[10]  aux Oscars pour In the Air
- Meilleur réalisateur au Golden Globe Awards pour In the Air
- Meilleur scénario adapté[10] et Meilleur réalisateur au Satellite Awards pour In the Air
- Meilleur réalisateur au Detroit Film Critics pour In the Air
- Meilleur réalisateur au Critics Choice Awards pour In the Air
- Meilleur réalisateur et Meilleur scénario adapté[10] aux St. Louis Film Critics Awards pour In the Air
- Meilleur réalisateur et Meilleur scénario adapté[10] au Broadcast Film Critics pour In the Air

## Box-office
Voici les résultats au box-office des films réalisés par Jason Reitman, depuis 2006.
| Films                 | Budget       | États-Unis    | France          | Mondial       |
| --------------------- | ------------ | ------------- | --------------- | ------------- |
| Thank You for Smoking | 7 500 000 $  | 24 793 509 $  | 245 037 entrées | 39 323 027 $  |
| Juno                  | 6 500 000 $  | 143 495 265 $ | 873 420 entrées | 231 411 584 $ |
| In the Air            | 30 000 000 $ | 83 823 381 $  | 771 083 entrées | 163 227 071 $ |